# Adel Darwish
Adel Darwish, född 14 september 1993 i Aleppo, Syrien, är svensk dramatiker och skådespelare.

## Biografi
Darwish är utbildad ingenjör, men efter att ha flytt från Syrien 2015 bytte han spår och påbörjade året efter studier vid Högskolan för scen och musik vid Göteborgs universitet. Han började därefter banan som scenskådespelare vid Backa teater. För rollen som Monir i långfilmen Ghabe (2019) nominerades han till en guldbagge för bästa manliga huvudroll.

## Teater (ej komplett)
| År   | Roll | Produktion                                     | Regi              | Teater                 |
| ---- | ---- | ---------------------------------------------- | ----------------- | ---------------------- |
| 2018 |      | Hierarchy of needs Adel Darwish                | Mattias Andersson | Backa teater           |
| 2019 |      | Vi som fick leva om våra liv Mattias Andersson | Mattias Andersson | Backa Teater/ Dramaten |
| 2020 |      | Nationen Eric de Vroedt                        | Beata Gårdeler    | Backa teater           |
| 2020 |      | Vi som fick leva om våra liv Mattias Andersson | Mattias Andersson | Dramaten Elverket      |

## Filmografi
- 2019 - Ghabe